# Face to Face (newwaveband)
Face to Face was een new waveband uit Boston, Massachusetts.

## Oprichting
Gitarist Stuart Kimball richtte de band eind jaren 70 op met een paar vrienden in New Hampshire. De band bestond uit Laurie Sargent als zangeres, Stuart Kimball op gitaar en keyboard, Angelo Petraglia op gitaar en keyboard, John Ryder op basgitaar en Billy Beard op drums. De band verhuisde in 1980 naar Boston, waar ze in 1982 een platencontract kregen van Epic Records. De hoogst genoteerde single van de band was "10-9-8" van het eerste album, dat uiteindelijk op plaats 38 in de Billboard Hot 100 terecht kwam.

## Uiteengaan van de band
De band ging in 1988 uit elkaar, ongeveer een jaar nadat deze was overgestapt naar het platenlabel PolyGram. Sargent ging verder als soloartiest en is momenteel de zangeres van de band Twinemen, die verder bestaat uit voormalig leden van de band Morphine. Beard werkt bij de Toad and Lizard Lounge in Cambridge, Massachusetts, waar hij speelt bij de band Session Americana. Kimball speelt gitaar in de band van Bob Dylan voor de Never Ending Tour. Petraglia won in 2010 een Grammy Award voor Record of the Year als producer van de band Kings of Leon. Ryder speelt nog in Boston, waar hij een van de oprichters is van de band James Montgomery & Friends, die in 2003 genomineerd werd voor de Boston Music Award. Ook werkt hij al meer dan 10 jaar voor het bedrijf Philips.

## Filmverschijning
De leden van de band waren ook te zien in de film Streets of Fire, waarin ze de band The Attackers speelden. Laurie Sargent verscheen niet in de film, maar zong wel de lead vocals.

## Discografie
Albums:
- Face to Face (1984)
- Confrontation (1985)
- One big day (1988)

Singles:
- "Under the Gun" (1984)
- "10-9-8" (1984)
- "Tell Me Why" (1985)
- "Window to the World" (uit de soundtrack van Jumpin' Jack Flash) (1986)